# Prix d'Alembert
Pour les articles homonymes, voir D'Alembert (homonymie).
Le prix d'Alembert, créé en 1984 par la Société mathématique de France, récompense des personnalités dont le travail élargit le champ des mathématiques ou dont l'action permet de diffuser la connaissance des mathématiques.
De 2002 à 2014, le même jury décerne aussi le prix Anatole Decerf, remis par la fondation Anatole Decerf sous l'égide de la fondation de France. Le prix d'Alembert est complété depuis 2018 par le prix Jacqueline-Ferrand récompensant les innovations pédagogiques.

## Lauréats
Les lauréats sont :
- 1984
  - la revue Pour la Science.
- 1986
  - l'Association pour le développement de l'enseignement et de la culture mathématique.
- 1990
  - Michèle Chouchan, pour ses émissions consacrées aux mathématiques sur France Culture.
- 1992
  - L'association MATh en JEANS, pour son action auprès des jeunes.
  - Ivar Ekeland, pour son livre Au hasard.
- 1994
  - Concours de mathématiques « Le Kangourou des mathématiques ».
- 1996
  - L'association « EcoutezVoir », pour son action dans le domaine audiovisuel mathématique.
  - Barbara Burke Hubbard, pour son livre Ondes et ondelettes.
- 1998
  - Jean-Paul Delahaye, pour ses travaux de vulgarisation mathématique.
- 2000
  - Élisabeth Busser et Gilles Cohen, pour leurs travaux dans des journaux quotidiens ou mensuels.
  - prix des lycéens : Gilles Dowek, Benoît Rittaud, Jean-Christophe Novelli et Phong Nguyen, pour leurs conférences données dans le cadre de ce prix.
- 2002
  - Jean Brette, Mireille Chaleyat-Maurel, Catherine Goldstein et Gérard Tronel, pour leur campagne d'affiches sur les mathématiques dans les transports en commun et le livret d'accompagnement, dans le cadre de l'« Année 2000, Année Mondiale des Mathématiques ».
  - L'association Fermat-Lomagne.
  - Le prix Anatole Decerf a été attribué à Éric Trouillot pour le jeu de société Mathador.
- 2004
  - Ex Nihilo, pour une série de six films diffusés en 2003 sur Arte : Carré magique, 20 février 2002 (jour palindromique), Signe, Jonglage, Le Cœur net et Incertitudes.
  - Le prix Anatole Decerf a été attribué à la revue Diagonale.
- 2006
  - Philippe Boulanger pour l'ensemble de son action, notamment à la tête de la revue Pour la Science et aux éditions Belin.
  - Le prix Anatole Decerf a été attribué à l'association « Centre Sciences » d'Orléans.
  - Une mention spéciale a été décernée à Pierre Damphousse (Université de Tours).
- 2008
  - Marie-José Pestel pour l'ensemble de son action, notamment au sein du Comité international des jeux mathématiques (CIJM).
  - Le prix Anatole Decerf a été attribué à Robert Ferréol pour son site MathCurve sur les courbes remarquables.
- 2010
  - Aurélien Alvarez, Étienne Ghys et Jos Leys, pour leur film Dimensions… une promenade mathématique et le site web associé.
  - Une mention spéciale est accordée à Accromath, revue canadienne de mathématiques[note 1], pour ses travaux en direction de l'enseignement.
- 2012
  - Robin Jamet pour son action en faveur de la diffusion des mathématiques auprès du jeune public, notamment par la rubrique Magic Math de la revue Science et Vie Junior.
  - Shaula Fiorelli Vilmart et Pierre-Alain Chérix pour leur « triptyque de vulgarisation » comportant l'exposition Les jeux sont faits du Musée d'histoire des sciences de Genève, le projet Apprivoisez le hasard de la Société mathématique suisse et le cahier Les jeux sont faits, rédigé en collaboration avec la Radio télévision suisse.
  - Le prix Anatole Decerf est décerné à Francis Loret pour l'ensemble de son action et en particulier pour la réussite remarquable de l'atelier scientifique Euclide; et à la revue canadienne Accromath (coup de cœur en 2010).
  - Coups de cœur pour le livre Fors intérieurs d'Isabelle Boccon-Gibod[2], et la compagnie de théâtre scientifique L'Île logique.
- 2014
  - Le réalisateur Olivier Peyon pour son film Comment j'ai détesté les maths et à l'association Maths pour Tous pour l'ensemble de ses actions, en particulier le Forum des mathématiques.
  - Coup de cœur pour le livre C'est mathématique, de Carina Louart et Florence Pinaud, aux éditions Actes Sud Junior,
  - Mention spéciale au club MATh.en.JEANS du lycée d'altitude de Briançon de Hubert Proal et à François Sauvageot pour ses spectacles alliant mathématiques et magie.
  - Le prix Anatole Decerf a été attribué au Groupe Jeux de l'APMEP  qui met à la disposition des enseignants du matériel pour apprendre les mathématiques de façon ludique.
- 2016
  - L'association marseillaise Pi-day qui organise le 14 mars ({\displaystyle \pi \simeq 3.14}), depuis plusieurs années, une manifestation d'ampleur, et notamment, en 2016, un spectacle au théâtre de la Criée qui a attiré 800 personnes.
  - Le prix Anatole Decerf n'a pas été décerné.
- 2018[3]
  - Mickaël Launay pour l’ensemble de ses contributions à la popularisation des mathématiques.
  - Coup de cœur pour deux expositions Les mathématiques du ciel[4] et Mathissime.
  - Mention spéciale au travail pédagogique de François Vigneron[5].
- 2020[6]
  - Le festival « Les maths dans tous leurs états » porté par l’association Les Maths en Scène.
- 2022[7]
  - Les contes mathématiques de Marie Lhuissier[8], pour « l'écriture de contes poétiques illustrés autour de notions mathématiques précises, leur mise en scène et interprétation et leur continuation au travers d'ateliers ».
- 2024[9]
  - La Compagnie Terraquée[10] pour ses spectacles à sujets mathématiques et pour l’organisation du festival « Math en Ville »[11] à Saint-Denis.
  - Félicitations et encouragements du jury au podcast « Tête-à-tête Chercheuse(s) »[12] créé et animé par Nathalie Ayi[13].